# 米倉昌後
米倉 昌後（よねくら まさのち）は、江戸時代後期の大名。武蔵国金沢藩6代藩主。六浦藩米倉家9代。官位は従五位下・丹後守。

## 略歴
天明4年（1784年）9月2日、肥前国唐津藩2代藩主・水野忠鼎の九男として誕生。正室は松平忠告の娘・峻章院。
享和3年（1803年）1月、5代藩主・米倉昌由の養子となり、5月に11代将軍・徳川家斉に御目見する。6月15日に養父が病気により隠居したため家督を継ぎ、12月に叙任する。
日光祭礼奉行、半蔵口門番、田安門番、馬場先門番、大坂加番などを歴任するが、文化9年（1812年）4月18日、死去。享年29。
実子は無く、養子・昌寿（朽木昌綱の三男）が跡を継いだ。
一説には文化8年（1811年）8月、大坂加番在任中に不手際を起こしたことを苦にして自殺したともいう。

## 系譜
父母
- 水野忠鼎（実父）
- 米倉昌由（養父）

正室
- 美和子、峻章院 ー 松平忠告の娘

養子
- 米倉昌寿 ー 朽木昌綱の三男